# Il Giallo Mondadori dal 3001 al 3100
|  | I 100 precedenti: Il Giallo Mondadori dal 2901 al 3000 |

## Dal N.3001 al N.3100
| N.   | Titolo italiano                           | Autore                              | Titolo originale                                     | Pubblicazione     |
| ---- | ----------------------------------------- | ----------------------------------- | ---------------------------------------------------- | ----------------- |
| 3001 | Testa a testa                             | Linda Ladd                          | Head to Head                                         | 1º aprile 2010    |
| 3002 | Relazioni letali                          | David Housewright                   | Dead Boyfriends                                      | 15 aprile 2010    |
| 3003 | Strade di sangue                          | Tom Coffey                          | Blood Alley                                          | 29 aprile 2010    |
| 3004 | L'imperatrice del paese delle nevi        | Laura Joh Rowland                   | The Snow Empress                                     | 13 maggio 2010    |
| 3005 | Il mistero di White Cottage               | Margery Allingham                   | The White Cottage Mystery                            | 27 maggio 2010    |
| 3006 | La fossa che inghiotte                    | Nicholas Blake                      | The Dreadful Hollow                                  | 10 giugno 2010    |
| 3007 | Fighter                                   | Craig Davidson                      | The Fighter                                          | 24 giugno 2010    |
| 3008 | E poi la notte                            | Raul Montanari                      |                                                      | 8 luglio 2010     |
| 3009 | Carabinieri in giallo 3                   | AA.VV.                              |                                                      | 22 luglio 2010    |
| 3010 | Memoria di morte                          | Thomas H. Cook                      | Mortal Memory                                        | 5 agosto 2010     |
| 3011 | La maledizione di Barbarossa              | Paul Halter                         | La malédiction de Barberousse                        | 19 agosto 2010    |
| 3012 | I serpenti del cratere                    | Benjamin Percy                      | Refresh, Refresh                                     | 2 settembre 2010  |
| 3013 | Luna in scorpione                         | Simone Tordi                        |                                                      | 16 settembre 2010 |
| 3014 | Alzati e combatti                         | John Milne                          | Alive and Kicking                                    | 30 settembre 2010 |
| 3015 | Omicidio a fumetti                        | Max Allan Collins                   | A Killings in Comics                                 | 14 ottobre 2010   |
| 3016 | L'affare testa di morto                   | Massimo Pietroselli                 |                                                      | 28 ottobre 2010   |
| 3017 | Le rotative dell'omicidio                 | John Darnton                        | Black and White and Dead all over                    | 11 novembre 2010  |
| 3018 | Morire a Little Italy                     | Victoria Thompson                   | Murder in Little Italy                               | 25 novembre 2010  |
| 3019 | Punto di rottura                          | Alex B. Di Giacomo                  |                                                      | 9 dicembre 2010   |
| 3020 | Luoghi oscuri                             | Linda Ladd                          | Dark Places                                          | 23 dicembre 2010  |
| 3021 | Necropolis                                | Robert W. Walker                    | City of the Absent                                   | 6 gennaio 2011    |
| 3022 | Damigella spia                            | Rhys Bowen                          | Her Royal Spyness                                    | 20 gennaio 2011   |
| 3023 | Dexter l'esteta                           | Jeff Lindsay                        | Dexter by Design                                     | 3 febbraio 2011   |
| 3024 | Per esclusione (prima parte)              | Andrea Novelli e Gianpaolo Zarini   |                                                      | 17 febbraio 2011  |
| 3025 | Per esclusione (seconda parte)            | Andrea Novelli e Gianpaolo Zarini   |                                                      | 3 marzo 2011      |
| 3026 | Quello che non ti uccide...               | Christian Thompson                  | That Which Doesn't Kill You                          | 17 marzo 2011     |
| 3027 | Osaka                                     | Stephen Graham                      | Osaka Dead                                           | 31 marzo 2011     |
| 3028 | Gioco al massacro                         | Stephen Frey                        | Forced Out                                           | 14 aprile 2011    |
| 3029 | Nox dormienda                             | Kelli Stanley                       | A Long Night for Sleeping                            | 28 aprile 2011    |
| 3030 | Morire a Chinatown                        | Victoria Thompson                   | Murder In Chinatown                                  | 12 maggio 2011    |
| 3031 | Febbre                                    | Bill Pronzini                       | Fever                                                | 26 maggio 2011    |
| 3032 | Le gang di Palos Verdes                   | John Shannon                        | Palos Verdes Blue                                    | 9 giugno 2011     |
| 3033 | Lennox                                    | Craig Russell                       | Lennox                                               | 23 giugno 2011    |
| 3034 | Le ombre dell’inferno                     | Deryn Lake                          | Death in Hellfire                                    | 7 luglio 2011     |
| 3035 | Carabinieri in giallo 4                   | AA.VV.                              |                                                      | 21 luglio 2011    |
| 3036 | Tredici passi alla forca                  | John Dickson Carr e Val Gielgud     | 13 to the Gallows                                    | 4 agosto 2011     |
| 3037 | L'isola della paura                       | Anthony Berkeley                    | Panic Party                                          | 18 agosto 2011    |
| 3038 | Di rabbia e morte                         | Annamaria Fassio                    |                                                      | 1º settembre 2011 |
| 3039 | Fango e cadaveri                          | Ann Granger                         | Mud, Muck And Dead Things                            | 15 settembre 2011 |
| 3040 | Ombre su Washington                       | Michael Beres                       | The President's Nemesis                              | 29 settembre 2011 |
| 3041 | Tutto quel nero                           | Cristiana Astori                    |                                                      | 13 ottobre 2011   |
| 3042 | Il canto dell'angelo nero                 | Paul Doherty                        | The Song of a Dark Angel                             | 27 ottobre 2011   |
| 3043 | Rischio infedeltà                         | Christopher G. Moore                | The Risk of Infidelity Index                         | 10 novembre 2011  |
| 3044 | Cacciatori di teste                       | Peter Lovesey                       | The Headhunters                                      | 24 novembre 2011  |
| 3045 | Doppia indagine                           | Marzia Musneci                      |                                                      | dicembre 2011     |
| 3046 | Il marchio del perdono                    | Daniel Serrano                      | Gunmetal Black                                       | dicembre 2011     |
| 3047 | Dexter il delicato                        | Jeff Lindsay                        | Dexter is Delicious                                  | gennaio 2012      |
| 3048 | L'eterna lotta                            | Valter Catoni                       |                                                      | gennaio 2012      |
| 3049 | Il prezzo dei soldi                       | Peter Spiegelman                    | Death's Little Helpers                               | 2 febbraio 2012   |
| 3050 | L'uomo che doveva morire                  | Mignon G. Eberhart                  | Dead Yesterday and Other Sories                      | febbraio 2012     |
| 3051 | Scacco alla regina                        | Rhys Bowen                          | A Royal Pain                                         | marzo 2012        |
| 3052 | I condannati                              | Roberto Riccardi                    |                                                      | marzo 2012        |
| 3053 | Ossessione                                | Raymond Benson                      | Torment                                              | 29 marzo 2012     |
| 3054 | Menti oscure                              | Stefanie Pintoff                    | In the Shadow of Gotham                              | 12 aprile 2012    |
| 3055 | Caponapoli                                | Massimo Siviero                     |                                                      | 30 aprile 2012    |
| 3056 | Furia cieca                               | Clyde Phillips                      | Blindsided                                           | 11 maggio 2012    |
| 3057 | Il veleno nella mente                     | Thomas H. Cook                      | The Last Talk with Lola Faye                         | 31 maggio 2012    |
| 3058 | Terra bruciata                            | Annamaria Fassio                    |                                                      | 7 giugno 2012     |
| 3059 | Il marcio nella città                     | Mickey Spillane e Max Allan Collins | The Big Bang                                         | 21 giugno 2012    |
| 3060 | Il cuore in gola                          | Chris Grabenstein                   | Rolling Thunder                                      | 1º luglio 2012    |
| 3061 | Carabinieri in giallo 5                   | AA.VV.                              |                                                      | 19 luglio 2012    |
| 3062 | Sherlock Holmes e la tragedia del Titanic | William Seil                        | Sherlock Holmes and the Titanic Tragedy              | 2 agosto 2012     |
| 3063 | La logica del delitto                     | G.K. Chesterton                     | The Poet and the Lunatics – The Paradoxes of Mr Pond | agosto 2012       |
| 3064 | Il fiume mortale                          | Anne Perry                          | Dark Assassin                                        | 30 agosto 2012    |
| 3065 | L'anatomista                              | Tessa Harris                        | The Anatomist's Apprentice                           | 13 settembre 2012 |
| 3066 | La montagna del diavolo                   | William Kent Krueger                | Heaven's Keep                                        | 27 settembre 2012 |
| 3067 | La lunga notte di Glasgow                 | Craig Russell                       | The Long Glasgow Kiss                                | 11 ottobre 2012   |
| 3068 | Il metodo Cardosa                         | Carlo Parri                         |                                                      | ottobre 2012      |
| 3069 | I cospiratori                             | Bill Pronzini                       | Schemers                                             | 2 novembre 2012   |
| 3070 | Il gioco di Zodiac                        | David Baldacci                      | Hour Game                                            | 22 novembre 2012  |
| 3071 | Tutto quel rosso                          | Cristiana Astori                    |                                                      | 1º dicembre 2012  |
| 3072 | Natale al Mysterious Bookshop             | Otto Penzler (a cura di)            | Christmas at the Mysterious Bookshop                 | 20 dicembre 2012  |
| 3073 | La scelta di Murdoch                      | Maureen Jennings                    | Except the Dying                                     | 10 gennaio 2013   |
| 3074 | Una data per morire                       | Mignon G. Eberhart                  | Dead Yesterday and Other Stories                     | 25 gennaio 2013   |
| 3075 | In un vicolo cieco                        | Anne Perry                          | Long Spoon Lane                                      | 9 febbraio 2013   |
| 3076 | Lune di sangue                            | Marzia Musneci                      |                                                      | 24 febbraio 2013  |
| 3077 | Oscuri presagi                            | Margery Allingham                   | Black Plumes                                         | 11 marzo 2013     |
| 3078 | La fede nel sangue                        | P.L. Gaus                           | Blood of the Prodigal                                | 26 marzo 2013     |
| 3079 | Sipario di sangue                         | Stefanie Pintoff                    | A Curtain Falls                                      | 10 aprile 2013    |
| 3080 | Taglio netto                              | Leight Russell                      | Cut Short                                            | 26 aprile 2013    |
| 3081 | New York Calibro 45                       | Mickey Spillane e Max Allan Collins | Kiss her goodbye                                     | 10 maggio 2013    |
| 3082 | Buio come una cantina chiusa              | Enrico Luceri                       |                                                      | 26 maggio 2013    |
| 3083 | Sei morto, detective                      | William Heffernan                   |                                                      | 9 giugno 2013     |
| 3084 | Destini fatali                            | Thomas H. Cook                      |                                                      | 24 giugno 2013    |
| 3085 | La collina degli scheletri                | Peter Lovesey                       | Skeleton Hill                                        | 9 luglio 2013     |
| 3086 | Assassinio sul molo                       | Anne Perry                          | Execution Dock                                       | 24 luglio 2013    |
| 3087 | Controcorrente                            | Annamaria Fassio                    |                                                      | 8 agosto 2013     |
| 3088 | La settima ipotesi                        | Paul Halter                         | La septième hypothèse                                | 23 agosto 2013    |
| 3089 | Al servizio di Sua Maestà                 | Rhys Bowen                          |                                                      | 7 settembre 2013  |
| 3090 | Delitti a Cinecittà                       | Umberto Lenzi                       |                                                      | 22 settembre 2013 |
| 3091 | Prigioniera delle ombre                   | Mignon G. Eberhart                  | Fair Warning                                         | 7 ottobre 2013    |
| 3092 | L’odore del peccato                       | Andrea Franco                       |                                                      | 22 ottobre 2013   |
| 3093 | Congiura a Buckingham Palace              | Anne Perry                          | Buckingham Palace Gardens                            | 6 novembre 2013   |
| 3094 | Senza uscita                              | Leight Russell                      |                                                      | 21 novembre 2013  |
| 3095 | Sei delitti senza assassino               | Pierre Boileau                      |                                                      | 6 dicembre 2013   |
| 3096 | Nessuno è come sembra                     | Vito Di Bari                        |                                                      | 21 dicembre 2013  |
| 3097 | Colpo di scena                            | Peter Lovesey                       | Stagestruck                                          | 6 gennaio 2014    |
| 3098 | Il demone del Dartmoor                    | Paul Halter                         | Le diable de Dartmoor                                | 21 gennaio 2014   |
| 3099 | Il veleno è servito                       | Anthony Berkeley                    | Not to Be Taken                                      | 6 febbraio 2014   |
| 3100 | Il palazzo dalle cinque porte             | Stefano Di Marino                   |                                                      | 22 febbraio 2014  |

|  | I 100 successivi: Il Giallo Mondadori dal 3101 al 3200 |